# Кардаль
Кардаль (исп. Cardal) — небольшой город на юге центральной части Уругвая, в департаменте Флорида.

## География
Город расположен на шоссе № 77, примерно посередине между городами Индепенденсия и 25 мая. Кардаль находится в 14 км к северу от города 25 августа и в 30 км к югу от административного центра департамента, города Флорида. Абсолютная высота — 39 метров над уровнем моря.

## История
Точное время образования здесь населённого пункта неизвестно, однако он уже существовал, когда в 1900 году была построена железнодорожная станция. 10 сентября 1937 года статус Кардаля был повышен до села (Pueblo). 28 января 1985 года получил статус малого города (Villa) согласно постановлению № 15.707.

## Экономика
В окрестностях города располагается большое количество молочных ферм. Таким образом, молочная промышленность является основой экономики Кардаля.

## Население
Население города по данным на 2011 год составляет 1202 человека.
| Год  | Население |
| ---- | --------- |
| 1963 | 1117      |
| 1975 | 1155      |
| 1985 | 1320      |
| 1996 | 1274      |
| 2004 | 1290      |
| 2011 | 1202      |

Источник:Instituto Nacional de Estadística de Uruguay